# Anneville-sur-Scie
Anneville-sur-Scie is een gemeente in het Franse departement Seine-Maritime (regio Normandië) en telt 408 inwoners (1999). De plaats maakt deel uit van het arrondissement Dieppe.

## Geografie
De oppervlakte van Anneville-sur-Scie bedraagt 5,4 km², de bevolkingsdichtheid is 75,6 inwoners per km².
De onderstaande kaart toont de ligging van Anneville-sur-Scie met de belangrijkste infrastructuur en aangrenzende gemeenten.

## Demografie
Onderstaande figuur toont het verloop van het inwonertal (bron: INSEE-tellingen).